# 徳慶県
徳慶県（とくけいけん）は中華人民共和国広東省に位置する省直轄の県であり、しばらくの間、肇慶市の代理管轄下に置かれている。

## 歴史
前111年（元鼎6年）、前漢により端渓県が設置された。1376年（洪武9年）、明により端渓県は廃止され、徳慶州に編入された。1912年に徳慶州は廃止され、徳慶県と改められた。

## 行政区画
下部に1街道、12鎮を管轄する
- 街道
  - 徳城街道
- 鎮
  - 新圩鎮、官圩鎮、馬圩鎮、回竜鎮、高良鎮、莫村鎮、永豊鎮、武壟鎮、播植鎮、鳳村鎮、悦城鎮、九市鎮